# Inčun
Inčun ali sardon (znanstveno ime Engraulis encrasicolus) je morska riba iz družine inčunov.

## Opis
Inčun je majhna pelaška riba, ki živi v jatah. Značilno za te ribe je, da imajo spodnjo čeljust mnogo krajšo od zgornje.
Na prvi pogled je inčun podoben sardeli, od katere pa je bistveno vitkejši, nekoliko krajši, ima bolj zašiljeno glavo in večje oči. Hrbet in boki inčuna so zelenkasto modre barve, trebuh pa je svetlejši. Živi v globini do 400 m, doseže pa lahko do 20 cm. Hrani se s planktonom, sam pa je hrana večini večjih plenilskih rib. Doseže starost do 3 let. Uvršča se med "plave" ribe. 

## Razširjenost in uporabnost
Inčun je razširjen po vzhodnem Atlantiku, od južnih obal Norveške, pa vse do juga Afrike. Razširjen je tudi po celem Sredozemskem morju, Črnem morju ter Jadranskem morju. Ujeli so jih tudi v Baltskem morju.
Inčun je gospodarsko izjemno pomembna riba, lovijo pa ga s plavajočimi mrežami skupaj s sardelami in drugimi jatami pelaških rib. 
Velja za izjemno okusno ribo, ki jo lahko pripravimo na veliko različnih načinov. Najbolj priljubljeno je vlaganje inčunov v sol.